# Photinus punctulatus
Photinus punctulatus är en skalbaggsart som beskrevs av Leconte 1852. Photinus punctulatus ingår i släktet Photinus och familjen lysmaskar. Inga underarter finns listade i Catalogue of Life.